# Xiphophoraceae
Famille
Les Xiphophoraceae sont une famille d’algues brunes de l’ordre des Fucales. 

## Liste des genres
Selon AlgaeBase (23 août 2017) et World Register of Marine Species (23 août 2017) :
- genre Xiphophora Montagne, 1842